# Ернст (герцог Баварії)
Ернст I (нім. Ernst I, 1373 — 2 липня 1438) — герцог Баварсько-Мюнхенський у 1397–1438 роках.

## Життєпис
Походив з династії Віттельсбахів. Старший син Іоганна II, герцога Баварії-Мюнхен, та Катерини Горіцької. Народився у 1373 році. З часу розподілу Ландсгут-Баварського герцогства та утворення Баварсько-Мюнхенського герцогства у 1392 році активно допомагав батькові у державних справах. У 1394–1395 роках брав участь у війні проти Стефана III, герцога Баварсько-Інгольштадтського. У 1396 році придушив повстання містян Мюнхена. Того ж року оженився на доньці міланського володаря Бернабо Вісконті.
У 1397 році став герцогом разом з братом Вільгельмом III та стрийком Стефаном III. З самого початку розпочав боротьбу з останнім, намагаючись стати повновладним правителем герцогства. В свою чергу Стефан III також намагався повністю прибрати до рук Баварію-Мюнхен. Військові дії з перемінним успіхом тривали до 1402 року, коли Ернст зрештою затвердився в батьківських володіннях, змусивши стрийка відмовитися від прав на Мюнхен. В цьому йому допомогли союзники з династії Люксембургів — Венцеслав та Сигізмунд, а він натомість боровся проти їх ворога Рупрехта Пфальцького.
1410 році придушив нове постання містян Мюнхену. У 1411–1413 роках підтримував Сигізмунда Люксембурга, короля Угорщини, у боротьбі за імператорську корону.
Разом з тим боротьба з герцогами Баварії-Інгольштадту тривала й надалі. У 1414 році герцог Ернст увійшов до Товариства папуги, спрямованого проти Людвіга VII, герцога Баварсько-Інгольштадтського, яке ініціював герцог Ландсгут-Баварський. У 1415 році Товариство було розширено, перетворившись на Констанцьку лігу. Протягом 1420–1422 років герцог Баварії-Мюнхена брав участь у війні проти Людвіга VII, якому зрештою завдано поразки.
У 1425 році після смерті Іоганна III, герцога Баварсько-Штраубінського, що не залишив спадкоємців, Ернст висунув права на частку в його спадщині. Це викликало новий військовий конфлікт з Баварією-Інгольштадтом, але вже у 1426 році він переріс у судове змагання. Зрештою у 1429 році за рішенням імператора Сигізмунда в Прессбурзі (сучасна Братислава) герцогство Баварія-Штраубін розділено між Ернстом (Баварією-Мюнхен), Генріхом XVI (Ландсгут-Баварією) та Людвігом VII (Баварією-Інгольштадт). У 1432 році рішення остаточно реалізовано. Ернст отримав основну область з містом Штраубін.
Водночас Ернст виступив рішучим союзником імператора у боротьбі проти гуситів. З кінця 1420-х років надавав тому фінансову та військову допомогу. Втім після поразки декількох походів проти Богемії, на початку 1430-х років гусити почали свої походи проти союзників імператора. В результаті до 1434 року північні володіння Ернста було сплюндровано. У 1430 році, виконуючи наказ імператора герцог Ернст віз Вітовту, великому князю Литовському, освячену королівську корону від Сигізмунда, проте в дорозі загін Ернста атаковано польськими шляхтичами, які захопили корону.
Був категоричним противником зв'язку свого сина Альбрехта з Агнес Бернауер, донькою банника з Аугсбурга, проте син пішов проти волі батька, оженившись на ній у 1432 або 1433 році. 1435 року за відсутності сина герцог Ернст наказав втопити дівчину в Дунаї, оголосивши останню чаклункою, що приворожила злими чарами його спадкоємця. У відповідь Альбрехт втік до Баварії-Інгольштадту, де почав обмірковувати наступ на батька. Втім невдовзі Ернсту вдалося замиритися із сином. Того ж року після смерті брата Вільгельма III його співволодарем стає небіж Адольф.
Помер у 1438 році у Мюнхені. Йому спадкував син Альбрехт.

## Родина
Дружина — Єлизавета, донька Бернабо Вісконті, сеньйора Мілану
Діти:
- Альбрехт (1401—1460) — герцог Баварсько-Мюнхенський у 1438–1460 роках
- Беатріс (1403—1447) — дружина: 1) Германа III, графа Ціллі; 2) Іоганна, пфальцграфа Пфальц-Ноймаркту
- Єлизавета (1403—1447) — дружина: 1) Адольфа, графа Юліх і Берг; 2) Гессона, графа Лайнінгена
- Амалія (1408—1432) — черниця